# 滕哈森鎮區 (明尼蘇達州馬丁縣)
滕哈森鎮區（英語：Tenhassen Township）是位於美國明尼蘇達州馬丁縣的一個行政鎮區。

## 地方資料
滕哈森鎮區的面積為94.93平方千米，當中陸地面積為86.64平方千米，而水域面積為8.29平方千米。根據2020年美國人口普查的數據，當地共有人口233人，而人口密度為每平方千米2.45人。